# میکا کویویستو
میکا کویویستو (انگلیسی: Miika Koivisto؛ زادهٔ ۲۰ ژوئیهٔ ۱۹۹۰) بازیکن هاکی روی یخ اهل فنلاند است.